# Moe Letter Blues
Moe Letter Blues titulado El blues de la carta de Moe en Hispanoamérica y Cuanto más Moe, mejor en España, es el antepenúltimo capítulo de la vigesimoprimera temporada de la serie de televisión de dibujos animados Los Simpson. Fue emitido originalmente en Estados Unidos el 9 de mayo de 2010 por FOX.

## Sinopsis
En vísperas del Día de la Madre, Moe relata una historia en la que escribe una carta a Homer, Apu y el Reverendo Lovejoy, que están de vacaciones con sus hijos, y amenaza con huir de la ciudad con una de sus mujeres. Mientras el trío trata de averiguar a cuál de sus esposas se refiere Moe, Homer, Lovejoy y Apu recuerdan momentos íntimos que Moe compartió con Marge, Manjula y Helen Lovejoy que ellos ignoraron en su momento. Sin embargo, cuando vuelven del viaje descubren que todo era un plan de Moe para enseñarlos a valorar sus matrimonios y finalmente recapacitan.
Poco después Los muchachos y Moe celebran que sus matrimonios se han salvado. Homer le da un golpe y después lo consiente de manera amistosa como el amigo que les ayudó a reavivar sus matrimonios.